# Die öffentliche Meinung

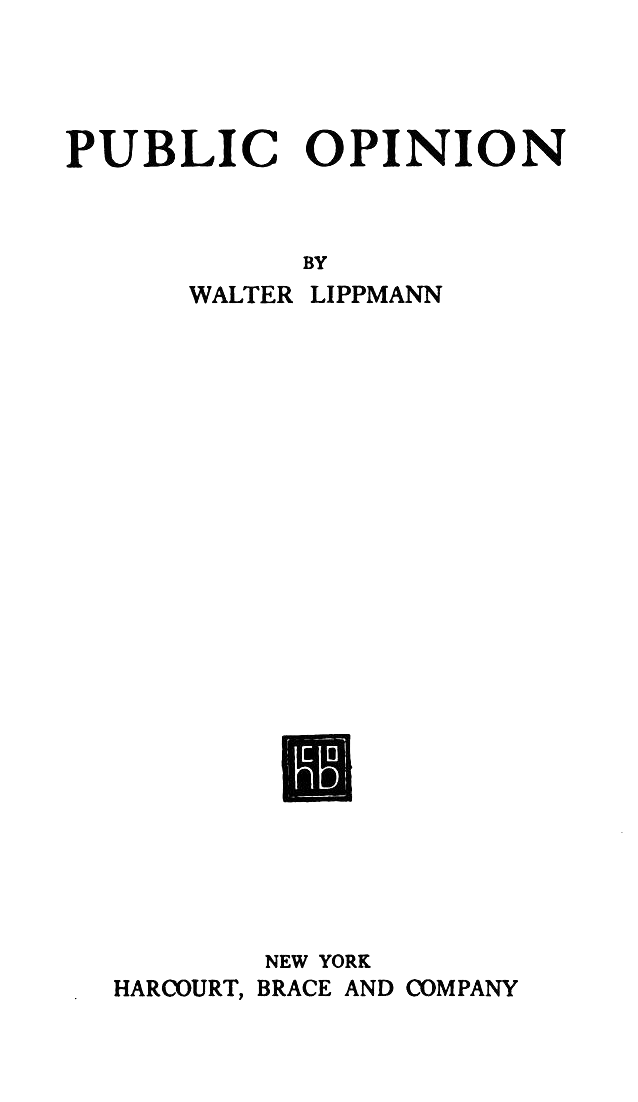
Public Opinion (1922) Erstausgabe

Walter Lippmann, um 1920

Die öffentliche Meinung (englischer Originaltitel Public Opinion) ist eine Monographie Walter Lippmanns aus dem Jahr 1922. Sie kritisiert das partizipatorische Modell der modernen Demokratie und analysiert die ambivalente Rolle der Massenkommunikation bei der Erzeugung der öffentlichen Meinung. Lippmann befürwortet die Steuerung der öffentlichen Meinung durch eine intellektuelle Elite im „allgemeinen Interesse“, für das Gemeinwohl im Sinne der Staatsräson.
Wie Lippmann in der Einleitung Die Außenwelt und die Bilder im Kopf ausführt (vgl. S. 3–21 der englischen Ausgabe), stehen hinter der politischen Orientierung der meisten Menschen subjektive, irrationale und von Eigeninteresse geleitete perspektivische Wahrnehmungen und mentale Bilder, die der komplexen Wirklichkeit nicht gerecht werden, sondern eine vereinfachte „Pseudo-Umwelt“ erschaffen. Die kognitiven Einschränkungen führen dazu, dass diese Weltsicht sich mithilfe von medial vermittelten und verstärkten Stereotypen, Symbolen oder Klischeevorstellungen bildet, die Lippmann im Einzelnen ausführlich darstellt.

Lippmann schließt seine Einleitung mit der Zusammenfassung der Hauptaussagen seines Werks (S. 31f.):
The substance of the argument is that democracy in its original form never seriously faced the problem which arises because the pictures inside people's heads do not automatically correspond with the world outside. (…) My conclusion is that they (the English socialists) ignore the difficulties, as completely as did the original democrats, because they, too, assume, and in a much more complicated civilization, that somehow mysteriously there exists in the hearts of men a knowledge of the world beyond their reach.

This organization (of public opinions) I conceive to be in the first instance the task of a political science that has won its proper place as formulator, in advance of real decision, instead of apologist, critic, or reporter after the decision has been made. I try to indicate that the perplexities of government and industry are conspiring to give political science this enormous opportunity to enrich itself and to serve the public. And, of course, I hope that these pages will help a few people to realize that opportunity more vividly, and therefore to pursue it more consciously.
Public Opinion wurde zu einem grundlegenden Text für die Medienwissenschaften, die Politikwissenschaft und die Sozialpsychologie. Es gilt als das originellste und wertvollste Buch Lippmanns. 1997 erschien es in Neuauflage mit einem Vorwort seines Biografen Ronald Steel.
Erstmals erschien eine deutsche Übersetzung des Buches unter dem Titel Die öffentliche Meinung  in der Übersetzung durch Hermann Reidt 1964 bei Rütten & Loening in München. Diese Übersetzung wurde 2018 im Westend Verlag mit einem ausführlichen Vorwort neu aufgelegt;
Das Werk The Phantom Public ("Die Öffentlichkeit als Phantom") von 1925 gilt als Fortsetzung des Werks "Die öffentliche Meinung".
Lippmanns Einfluss wird besonders in Edward Bernays’ Werk Crystallizing Public Opinion deutlich.

## Aufbau
Lippmann widmet das Buch seiner Frau Faye und stellt ihm ein Zitat aus Platons Höhlengleichnis voran.
Das in der ursprünglichen Ausgabe 427-seitige Buch besteht aus acht Teilen mit insgesamt 28 Einzelkapiteln. Die ersten fünf Teile des Buches stellen den beschreibenden Teil dar, der sechste Teil enthält eine Analyse der traditionellen und modernen Demokratietheorien, der siebte präsentiert Lippmanns Analyse der Medien, genauer der Presse, im achten und letzten Teil stellt Lippmann seinen Gegenentwurf einer organisierten öffentlichen Meinung in den Mittelpunkt.
Der zweite Teil nach der Einleitung stellt die Einschränkungen der Menschen im Zugang zu Wissen und zu Tatsachen dar: Zensur, Geheimhaltung, Zeit, Sprache, Bildung, Herkunft, Einkommen, Interesse behindern die Suche nach der wahren Wirklichkeit. Dazu kommt die Dunkelheit und Komplexität der Tatsachen als solcher.
Die Teile drei und vier untersuchen unterschiedliche Stereotype, Eigeninteressen, Moral, Sozialphilosophien, politische Werbung, und ihre Wirkung auf die Perzeption der Außenwelt. Selektion und kreative Deutung führen zu vereinfachten subjektiven Vorstellungen, die ins Weltbild des Einzelnen eingefügt werden.
Teil fünf untersucht, wie sich aus vielen Einzelmeinungen ein Kollektivbild bilden kann, das der öffentlichen Meinungen. Lippmanns Vorstellung ist, dass es eine Hierarchie der Symbole gibt. An oberster Stelle stehen hoch-emotionale, sehr allgemeine und vage Symbole, die nur Zustimmung oder Ablehnung erlauben. Menschen orientieren sich nicht an der Wahrheit von Vorstellungen, sondern daran, welche Autorität im Umgang mit der allgemeinen Symbolik vertrauenswürdig erscheint. Das Symbol ist für Lippmann ein Mechanismus der Solidarität und der Ausbeutung.
Im sechsten Teil untersucht Lippmann die traditionellen (griechischen) und modernen (seiner Auffassung nach sozialistischen) Demokratietheorien. Besonders die modernen Theorien versagen, da die Gesellschaften zu komplex sind und die Individuen in ihrer Zentriertheit auf Eigeninteressen nicht in der Lage sind, die Wirklichkeit ungefiltert aufzunehmen und sich an einem allgemeinen Interesse zu orientieren. Auch die Presse ist nicht in der Lage, diese Defizite auszugleichen, sondern verstärkt das Weltbild der Bürger, anstatt diese aufzuklären. Daher muss eine Minderheit von Experten die Beratung der Regierung, die Bildung der Bürger und die Erzeugung eines öffentlichen Konsenses organisieren.

## Erzeugung einer „Pseudo-Umwelt“
Hauptgedanke der Darstellung Lippmanns ist die Unterscheidung der eigentlichen Wirklichkeit, dem Expertenwissen über diese Wirklichkeit und der natürlichen subjektiven Scheinwelt, in der die meisten Menschen leben, von der Pseudo-Umwelt, die von der öffentlichen Meinung mithilfe der Medien, zu seiner Zeit vor allem der Presse, erzeugt wird. „Die wirkliche Umwelt ist zu groß, zu komplex und zu sehr im Fluss befindlich, um Menschen direkt zugänglich zu sein.“ Daher entwickelt sich in den Menschen eine konstruierte Pseudoumwelt, die ein subjektives, voreingenommenes und vereinfachtes Bild der Welt darstellt. Bis zu einem gewissen Grad ist nach Lippmanns Auffassung das Weltbild jedes Menschen notwendigerweise eine solche Fiktion. Die Menschen leben „in der selben Welt, aber sie denken und fühlen in verschiedenen Welten.“
Die künstliche und fiktive Vorstellung der Welt bestimmt das reale Verhalten der Menschen in der realen Welt. Lippmann stellt die seiner Meinung nach wichtigsten Wechselbezüge und Abhängigkeiten zwischen der Psychologie des Einzelmenschen, der Umwelt und den Medien dar.

## Medienberichte und Wahrheit
Die relevanten Fakten werden niemals vollständig und genau als Bestandteile des großen Ganzen dargestellt, sondern oft so ausgewählt und zusammengestellt, dass sie eine subjektive Interpretation eines Ereignisses zum Ausdruck bringen. Oft konstruieren gerade diejenigen, die die wirkliche und wahrhafte Umwelt kennen, in der öffentlichen Sphäre eine täuschende Scheinwelt, um so ihre Sonderinteressen zu fördern.
Propaganda wird gerade dadurch erst ermöglicht, dass es zwischen dem Ereignis der Wirklichkeit und der öffentlichen Meinung einen Bruch gibt, eine Barriere, an der die Zensur des „Türstehers“ wirksam werden kann. Folglich sind gerade die Massenkommunikationsmittel ihrem Wesen nach als Übertragungsmittel von Information und Wertung grundsätzlich von Manipulierbarkeit geprägt.
Die Schuld an der perspektivischen Verschiebung von Bildern der Wirklichkeit ist nach Lippmanns Auffassung nicht in der technischen Seite der Medien zu suchen, sondern in der geringen intellektuellen Anteilnahme und Bereitschaft von Mitgliedern der Gesellschaft, die Wirklichkeit als solche zu schätzen. Dies führt zu folgenden Erscheinungen:
1. Da Nachrichten eine Ware sind, muss das Publikum für das von den Medien vermittelte Verständnis der nicht selbst wahrgenommenen Wirklichkeit einen Preis bezahlen. Lippmann sieht eine gewisse Ironie darin, dass Menschen die öffentliche Meinung, die sie internalisieren sollen, auch noch selbst bezahlen sollen. Die Menschen sind in ihrem Kaufverhalten selektiv und kaufen Medien zum niedrigsten möglichen Preis. Die Medien erfüllen dabei zwei Funktionen: Information und Deutung zu den öffentlichen Angelegenheiten zu vermitteln und damit Profit zu machen, um gegenüber der Konkurrenz auf dem Medienmarkt bestehen zu können.
2. Nachrichten werden zustimmungsfähig aufbereitet: Man publiziert Meinungen in einer mehrfach bestätigten Form, so dass sie nach diesem Bestätigungsprozess weniger kontrovers erscheinen. Offizielle Darstellungen der politischen Angelegenheiten werden als reputable Nachrichten verkauft, die inoffiziellen als „privat“ abgewertet. Diese werden kaum berücksichtigt oder dienen als plakative „Streitthemen“ zu verhüllten Propagandazwecken.
3. Nachrichten haben einen Signalwert: Nachrichten machen auf ein Ereignis aufmerksam, diese Aufmerksamkeitssteuerung ist aber das Ergebnis einer Auswahl und Setzung (agenda setting) wie der  Deutung, Bewertung und Einordnung (Framing) der Nachrichten durch die Herausgeber oder Eigentümer der Medien: Der Journalismus erzeugt und streut die Saat (Nachrichten) aus, aus der dann die öffentliche Meinung erwächst.

## Herstellung eines Konsenses
Bei richtiger Anwendung im Interesse der Öffentlichkeit ist die Herstellung einer einheitlichen Meinung nützlich und für den Zusammenhalt der Gesellschaft sogar notwendig, da in vielen Fällen nur nach genauer Analyse und der Daten feststellbar ist, wo das wirkliche „allgemeine Interesse“ liegt. Zu dieser intellektuellen Anstrengung sind aber die meisten Menschen weder fähig noch willig. Daher muss den meisten Menschen die Welt durch die gut Informierten aufbereitet werden, so dass sie entsprechend dieser Deutung der Welt handeln können.
Nur die politische Elite ist in der Lage, die Komplexität der Wirklichkeit in höherem und angemessem Grade zu verstehen. Lippmann schlägt daher vor, dass eine „spezialisierte Gruppe von Menschen“ ihre Erkenntnisse den Entscheidungsträgern unterbreitet. Diese wiederum beherrschen die „Kunst der Überzeugung“, um der Öffentlichkeit die Entscheidungen zu vermitteln und akzeptabel erscheinen zu lassen, die sie betreffen.
Public Opinion vertritt die These, dass die gewachsene Macht der Propaganda und der Spezialkenntnisse, die für politische Entscheidungen nötig geworden sind, die herkömmliche Vorstellung von Demokratie bedeutungslos gemacht haben.

## Rezeption
Noam Chomsky und Edward S. Herman übernahmen den Ausdruck „manufacturing consent“ 1988 für den Titel ihres medienkritischen Werkes Manufacturing Consent: The Political Economy of the Mass Media (deutsch: Die Konsensfabrik: Zur politischen Ökonomie der Massenmedien). Chomsky wirft der "Zuschauerdemokratie" Lippmanns vor, dass sie die tatsächlichen Machtverhältnisse verschleiert.
(…) eine entscheidende Voraussetzung (ist) zwar vorhanden (…), (wird) aber nicht ausgesprochen (…): Die Spezialisten gelangen nur an die Entscheidungshebel der Macht, indem sie – was sie auch vor sich selbst verbergen müssen – den wirklich Mächtigen dienen, den Eigentümern der Gesellschaft, einer ganz kleinen Gruppe von Personen. (…) Aber das muss unter der Decke gehalten werden, und darum bekommen die Spezialisten jene Überzeugungen und Doktrinen eingetrichtert, mit denen sie den Interessen der privaten Macht dienen können. Mithin gibt es ein Erziehungssystem, in dem die zukünftigen Spezialisten sich die Werte und Interessen der Privatwirtschaft und des sie repräsentierenden staatlich-ökonomischen Sektors zu eigen machen, während die verwirrte Herde einfach abgelenkt und von den Fleischtöpfen der Macht ferngehalten werden muss.
Die Schlussfolgerungen Lippmanns wurden von John Dewey in Frage gestellt, was zu der so genannten Dewey-Lippmann-Kontroverse führte.
Lippmanns Vorstellung von der Pseudoumwelt wird mit Luhmanns Begriff der Komplexitätsreduktion verglichen.
Die Vorstellung von den Auswirkungen fiktiver Vorstellungen von der Realität auf die reale Welt wurde später als Thomas-Theorem formuliert und ausgearbeitet: "If men define situations as real, they are real in their consequences."